# 立川駐屯地

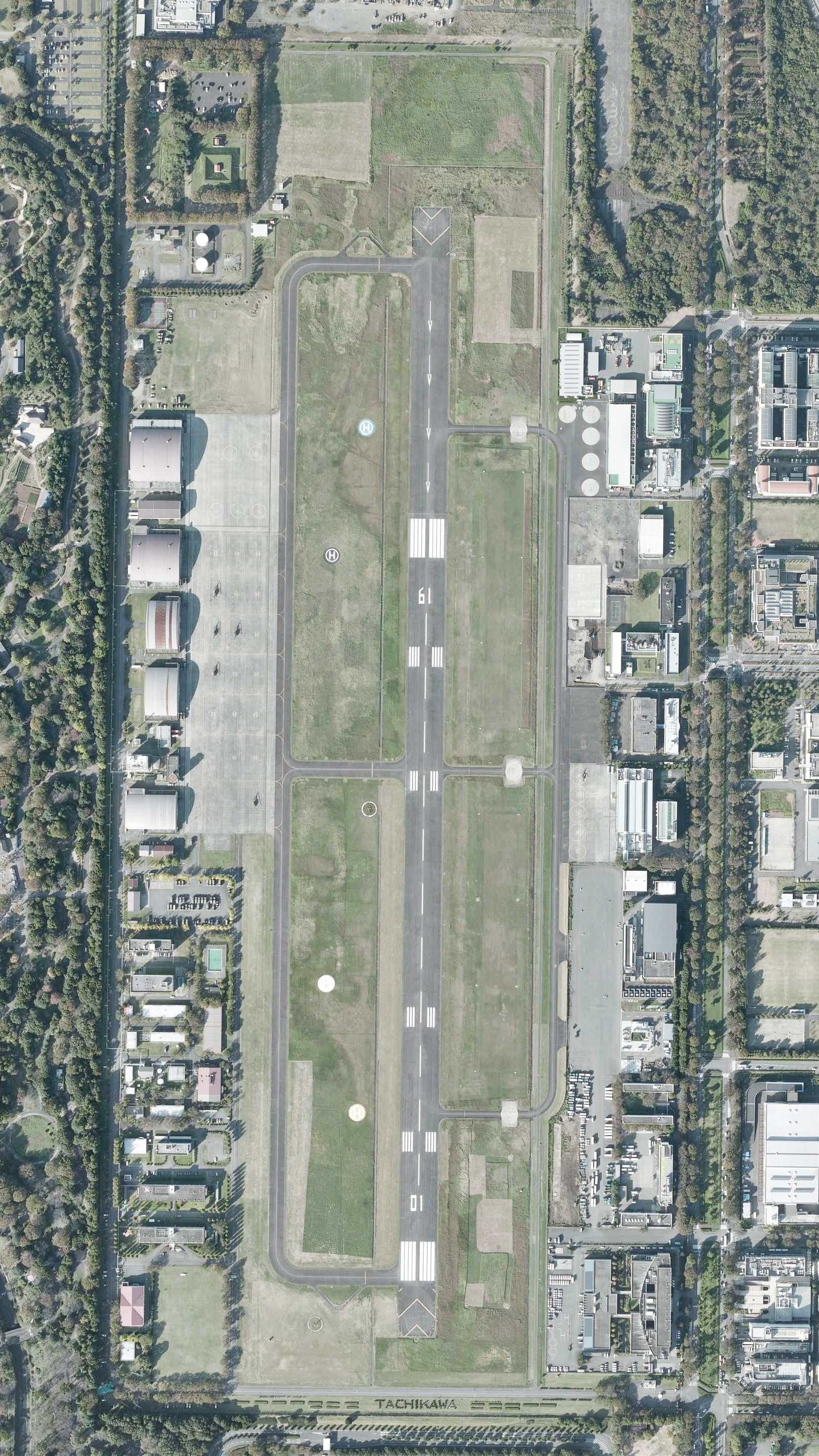
立川飛行場の空中写真（2019年）

立川駐屯地（たちかわちゅうとんち、JGSDF Camp Tachikawa）は、東京都立川市緑町5に所在し東部方面航空隊等が駐屯する陸上自衛隊の駐屯地である。

## 概要
立川飛行場の管理・運営を行っており、東部方面隊直轄および第1師団隷下の航空部隊が駐屯する。立川駐屯地司令は、東部方面航空隊長が兼務する。
本駐屯地から直線距離にして2km以内に旧立川駐屯地の東立川駐屯地（立川市栄町）がある。

## 沿革
- 1972年（昭和47年） 
  - 3月8日：東部方面航空隊立川派遣隊が霞ヶ浦駐屯地から移駐。
  - 12月27日：

  1. 東部方面航空隊本部、第306航空野整備隊の一部が宇都宮北分屯地（現：北宇都宮駐屯地）から移駐。
  2. 東部方面ヘリコプター隊本部、付隊および第1飛行隊が霞ヶ浦駐屯地から移駐。
  3. 東部方面管制気象隊が霞ヶ浦駐屯地から移駐。

陸上自衛隊立川駐屯地
- 1973年（昭和48年）
  - 5月2日：米軍立川基地内に立川駐屯地が開設[1]（多摩都市モノレール線の立川北駅～高松駅間の辺りに所在していた。現在はファーレ立川や留保地になっている）。
  - 5月3日：東部方面航空隊が移駐完了。
- 1978年（昭和53年）4月5日：第306航空野整備隊が東部方面航空野整備隊に称号変更。
- 1982年（昭和57年）3月：新設された立川飛行場の運用を開始。

陸上自衛隊立川駐屯地（東京都立川市緑町5）
- 1983年（昭和58年）5月：米軍立川基地跡地に現在の立川駐屯地が完成。
- 2023年（令和05年）2月1日：陸上自衛隊木更津駐屯地所属のV-22オスプレイが航法訓練、離着陸訓練のため初飛来[2]。

## 特徴

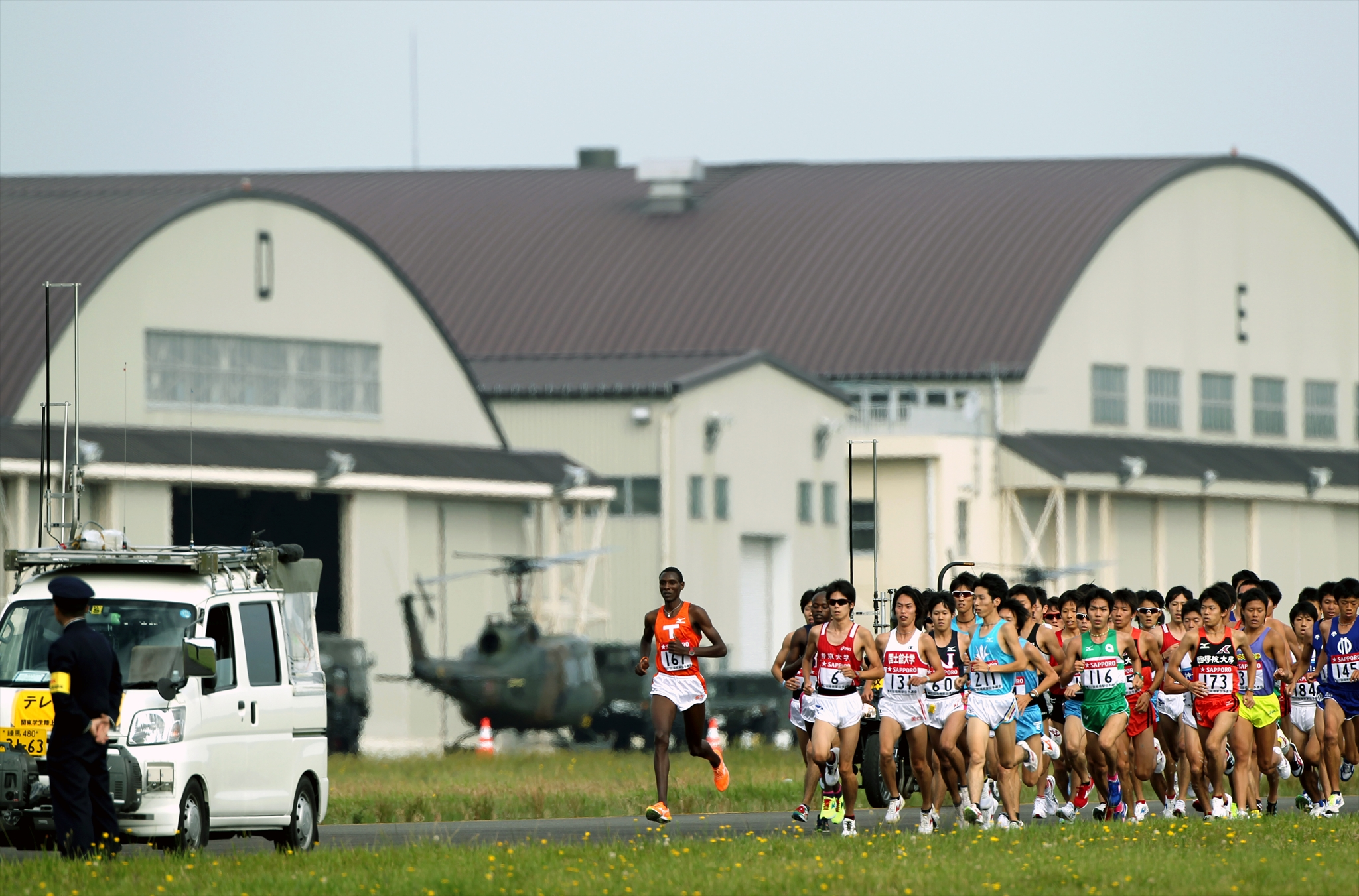
箱根駅伝予選会（2010年10月16日）

- 立川広域防災基地における「災害情報の収集連絡及び救援活動等を行う自衛隊飛行基地」という特殊な性格を持つ。
- 本駐屯地駐屯部隊の特筆すべき活動として、ヘリコプター映像伝送機（ヘリ映伝機）による航空偵察活動がある。関東地方・甲信越地方で災害が発生すると、映像伝送装置を装備した東部方面ヘリコプター隊の多用途ヘリコプターUH-1Jが緊急発進し、現場上空からの被災状況等を上級司令部である東部方面総監部・防衛省・総理大臣官邸へリアルタイムで伝送する。
- 東部方面航空隊隷下の第4対戦車ヘリコプター隊は木更津駐屯地に所在しており、所属する対戦車ヘリコプターAH-1Sと観測ヘリコプターOH-1が共に飛来することもある。
- 毎年秋頃（9月～11月）には、立川飛行場を共用する東京消防庁航空隊・警視庁航空隊なども参加した「立川防災航空祭」が、立川広域防災基地内の各機関の連携のもと1996年から開催されている[3]。防災意識の高揚を目的としたイベントのため、ヘリコプターを活用した災害救助行動展示（航空救急や空中消火）、機材や車両などの防災装備品の展示、ヘリコプターを主とした航空機の編隊飛行や展示などが行われる。過去には「SKY RESCUE」の通称が付けられていた。
- 2004年から毎年10月頃、東京箱根間往復大学駅伝競走（箱根駅伝）の予選会がここで開催され、立川飛行場滑走路からスタートし立川市街地を抜けて国営昭和記念公園にゴールするコースを走る。なお、毎年3月頃に開催される立川シティハーフマラソン（旧：立川・昭島マラソン）のハーフマラソンコースのスタート地点も同じ場所である。また、毎年7月に開催される立川まつり国営昭和記念公園花火大会では滑走路上から花火が打ち上げられる。

## 駐屯部隊

### 東部方面隊隷下部隊
- 東部方面航空隊
  - 東部方面航空隊本部
  - 東部方面航空隊本部付隊
  - 東部方面ヘリコプター隊：OH-1、UH-1J
  - 東部方面管制気象隊
  - 東部方面航空野整備隊
- 東部方面会計隊
  - 第431会計隊
- 東部方面システム通信群
  - 本部中隊
    - 映像写真小隊
      - 空中伝送班

  - 第105基地システム通信大隊
    - 第305基地システム通信中隊
      - 立川派遣隊
- 立川駐屯地業務隊

### 第1師団隷下部隊
- 第1飛行隊：UH-1J

### 防衛大臣直轄部隊
- 警務隊
  - 東部方面警務隊
    - 第126地区警務隊
      - 立川連絡班

## 最寄の幹線交通
- 高速道路：中央自動車道国立府中IC
- 一般道：国道20号、東京都道7号杉並あきる野線、東京都道・埼玉県道16号立川所沢線、東京都道43号立川東大和線、東京都道153号立川昭島線
- 鉄道：JR東日本中央線/青梅線/南武線 立川駅
- 飛行場：横田飛行場、入間基地、調布飛行場（その他の飛行場）